# Euptychodera corrugata
Euptychodera corrugata är en insektsart som först beskrevs av Van Duzee 1904.  Euptychodera corrugata ingår i släktet Euptychodera och familjen sköldskinnbaggar. Inga underarter finns listade i Catalogue of Life.